# Latyczyn
Latyczyn [pronunciación en polaco: /laˈtɨt͡ʂɨn/] es un pueblo ubicado en el distrito administrativo de Gmina Radecznica, dentro del Condado de Zamość, Voivodato de Lublin, en Polonia oriental. Se encuentra aproximadamente a 2 kilómetros al sur de Radecznica, a 31 kilómetros al oeste de Zamość, y a 61 kilómetros al sur de la capital regional Lublin.